# 동일미래과학고등학교
동일미래과학고등학교(東一未來科學高等學校)는 대한민국 광주광역시 남구 방림동에 위치한 사립 고등학교이다.

## 학교 연혁
- 1978년 11월 9일 : 학교법인 설월학원 설립
- 1978년 11월 9일 : 초대 이사장 학산 천보배 선생 취임
- 1980년 3월 6일 : 광주동일실업고등학교 개교(상업과 6학급, 전자과 4학급)
- 1984년 3월 16일 : 제2대 이사장에 천병춘 선생 취임
- 1996년 10월 17일 : 두암동에서 방림동 신축 교사로 이설
- 1997년 3월 1일 : 동일전자정보고등학교로 교명 변경
- 2016년 3월 1일 : 동일미래과학고등학교 교명 변경
- 2016년 3월 1일 : 학과 개편(공업계열 여학생 모집) (토탈뷰티과 6학급, 광전자정보통신과 3학급, 전자에너지과 3학급)
- 2018년 1월 1일 : 제3대 이사장에 천영수 선생 취임
- 2021년 6월 11일 : 스마트팩토리과 학과 재구조화 승인(토탈뷰티과 6학급, 스마트팩토리과 4학급)
- 2022년 6월 19일 : 뷰티디자인과 학과 재구조화 승인(뷰티디자인과 2학급, 토탈뷰티과 4학급, 스마트팩토리과 4학급)
- 2024년 1월 5일 : 제42회 졸업식 (165명, 누적 총 18,175명 배출)
- 2024년 3월 1일 : 제11대 교장에 안순옥 선생 취임
- 2024년 3월 4일 : 입학식(211명 입학)

## 설치 학과
- 뷰티디자인과
- 토탈뷰티과
- 스마트팩토리과

## 학교 동문
홍진영 (트로트 가수)

## 참고 자료
- 동일미래과학고등학교 - 한국교육학술정보원 학교알리미